# SafeCharge
SafeCharge, une société de Nuvei, est une entreprise mondiale de technologie des paiements qui fournit des services de paiement omnicanal, des solutions de prévention de la fraude et la connexion aux méthodes de paiement. L'entreprise compte plus de 400 employés, dont 54 % sont responsables du développement et du soutien technique. Son siège social est à Montréal, au Canada, et elle possède des bureaux en Israël, au Royaume-Uni, aux Pays-Bas, à Hong Kong, en Italie, en Autriche, en Chine, à Chypre, en Bulgarie, à Guernesey, au Mexique, à Singapour et aux États-Unis.
SafeCharge dispose de licences de traitement des paiements (gateway) des principaux systèmes de cartes en Europe : Visa et Mastercard. Elle est connectée à plus de 300 méthodes de paiement alternatives mondiales et régionales, telles que : WeChat Pay et Alipay (Chine), Apple Pay (États-Unis), iDeal (Pays-Bas), POLi (Australie), PayPal (mondial) et Amex (mondial).
En août 2019, SafeCharge a été acheté par Nuvei, une société privée de traitement des paiements électroniques, pour un montant de 889 millions de dollars américains.

## Histoire
SafeCharge a été cofondé par Teddy Sagi et David Avgi en 2006.
La société a commencé à être cotée à la Bourse de Londres en 2014. À cette époque, SafeCharge avait des revenus de 43,18 millions de dollars et elle a levé 126 millions de dollars grâce à son introduction en bourse. C'était la deuxième plus grosse introduction en bourse parmi les sociétés israéliennes qui ont été introduites en bourse en 2014.
En 2017, SafeCharge s'est développé sur les marchés asiatiques grâce à un partenariat avec 2C2P (en) et en travaillant avec WeChat Pay sur le Camden Market à Londres.
En 2018, la société a été agréée comme établissement de paiement par la Financial Conduct Authority britannique.
En 2019, Nuvei a annoncé son acquisition de SafeCharge au coût de 889 millions de dollars US en espèces. Nuvei a payé 5,55 $ pour chaque action de SafeCharge, ce qui représentait une prime de 25 % sur les actions de la société cotée à Londres.
En août 2019, Nuvei a finalisé l'acquisition. Le même mois, la Bourse de Londres a accepté la demande de SafeCharge d'annuler la négociation des actions SafeCharge sur son parquet.
En février 2020, la société de cartes de crédit Max a signé un accord avec SafeCharge pour acquérir le contrôle de CreditGuard et établir un partenariat avec Nuvei.